# Plebania (serial telewizyjny)

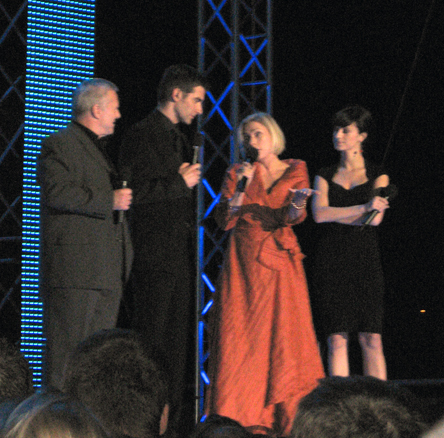
Tomasz Kammel i gwiazdy serialu TV Plebania na inauguracji nowej serii (2007)

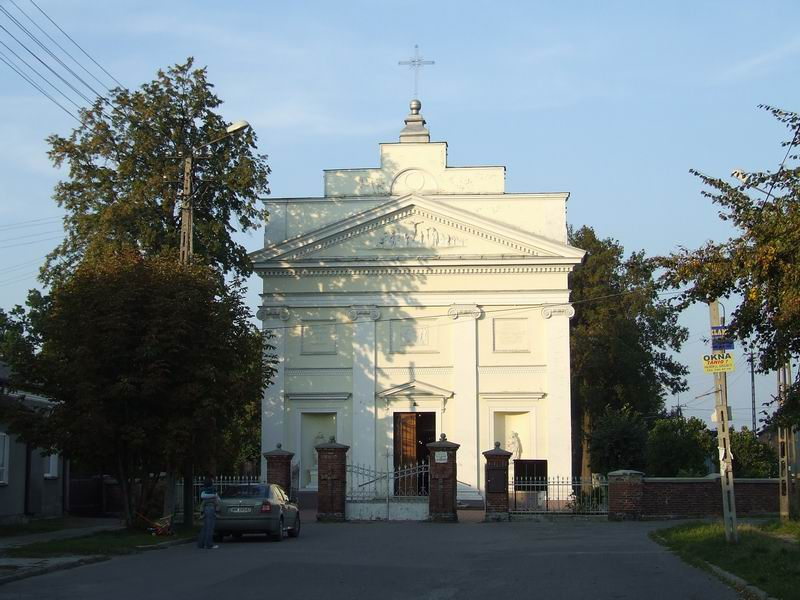
Serialowy kościół parafialny w Tulczynie (w rzeczywistości w miejscowości Okuniew)

Plebania – polski serial obyczajowy emitowany na antenie TVP1 od 5 października 2000 do 27 stycznia 2012.
Miejscem realizacji zdjęć do serii 2009/2010 był Okuniew (wieś znajdująca się 25 km od Warszawy), a pierwowzorem serialowego Tulczyna była parafia w Krasiczynie (podkarpackie). Nazwy pobliskich miejscowości zostały zaczerpnięte i zmienione z miast i wsi powiatu hrubieszowskiego, jak np. Hrubielów – Hrubieszów, jednak większość samochodów w serialu posiada tablice rejestracyjne z literami LKR oznaczającymi powiat kraśnicki. Zdjęcia do serii (2011/2012) oraz ujęcia z czołówki były realizowane w Krasnymstawie (woj. lubelskie) i Okuniewie. Sceny w hrubielowskim kościele realizowane były w parafii pw. bł. Edwarda Detkensa, mieszczącej się na warszawskich Bielanach, która należy do tamtejszego zespołu klasztornego kamedułów. 15 stycznia 2008 został wyemitowany 1000. odcinek serialu.

## Fabuła
Telenowela poruszała problemy rodzinne, religijne i społeczne mieszkańców wsi Tulczyn (w powiecie hrubielowskim), w której do 2009 w większości rozgrywała się akcja. Proboszczem kościoła parafialnego w Tulczynie był główny bohater serialu, ks. Antoni Wójtowicz, który objął tę funkcję po śmierci swojego wuja ks. Bernarda Grochowskiego. W 2009 został on przeniesiony na probostwo do miasta Hrubielów, a jego miejsce zajął ks. Antoni Król. Odtąd zdecydowana większość fabuły serialu rozgrywała się w Hrubielowie, a sporadycznie także w Tulczynie, Brzezinach, Honiatyczach, Starej Wiośnie, Grudziądzu, Lublinie oraz Warszawie.

## Bohaterowie
- ks. Antoni Wójtowicz (Włodzimierz Matuszak) – proboszcz parafii w Tulczynie (1978–2009), proboszcz parafii w Hrubielowie (od 2009), dziekan dekanatu hrubielowskiego, archiprezbiter, brat Krystyny.
- Józefina Lasek (Katarzyna Łaniewska) – gospodyni na plebanii w Tulczynie, później w Hrubielowie, matka Barbary i opiekunka Haliny. Była żoną milicjanta – komendanta tulczyńskiego posterunku MO, który zginął w tajemniczych okolicznościach.
- Zbigniew Sroka (Stanisław Górka) – były mąż Haliny, były kościelny, były kandydat na wójta, obecnie związany z Wandą. Udziałowiec w domu handlowym „Arka”.
- ks. Adam Potoczny (Bogdan Brzyski) – ur. 24 grudnia 1973[1], wikary parafii w Tulczynie (2000–2004), proboszcz parafii w Starej Wiośnie (od 2004).
- Roman „Romuś” Borosiuk (Paweł Burczyk, dawniej Paweł Gędłek) – syn Janiny, zmarł przedwcześnie.
- Olek (Tomasz Gut) – upośledzony brat Marty.
- ks. Artur Górecki (Marcin Piętowski) – wikariusz w Tulczynie (2004–2005), wikariusz w Hrubielowie (od 2008).
- Krystyna Cieplak (Bernadetta Machała-Krzemińska) – siostra proboszcza, prowadzi restaurację w Tulczynie i Hrubielowie. Dwukrotnie rozwiedziona, ma córkę Kasię z pierwszego małżeństwa.
- Katarzyna Cieplak (Olga Kalicka, dawniej Weronika Parys) – córka Krystyny z pierwszego małżeństwa, siostrzenica ks. Antoniego.
- Witold Wierzbicki (Maciej Brzoska) – adwokat, partner życiowy Irki Tosiek, po jej rozwodzie z Jurkiem.
- Irena Tosiek (Małgorzata Teodorska) – była żona Jerzego Tośka, pracowała w restauracji w Tulczynie, niegdyś była modelką, obecnie pracuje w klubie fitness, związana z mecenasem Witoldem Wierzbickim.
- Weronika Potoczny (Agnieszka Włodarczyk) – siostra ks. Adama. Mieszkała razem z Jerzym i Ireną. Była narzeczona Kacpra. Obecnie pracuje w Warszawie w stacji TV.
- Mateusz Wojciechowski (Michał Sieczkowski, dawniej Mateusz Winiarek) – syn Barbary i Piotra, mąż Iwony, ojczym Ewy.
- Iwona Wojciechowska (Karolina Nolbrzak) – córka kościelnego, mama Ewy, żona Mateusza.
- Ewa Piłat (Weronika Kosobudzka) – córka Iwony, wnuczka kościelnego.
- Aleksander Lubiniecki (Olgierd Łukaszewicz) – hrabia, syn księcia Xawerego Lubinieckiego, ma syna Xawerego, zawodowo zajmuje się fotografią. Mieszkał wiele lat we Francji.
- Xawery Lubiniecki (Łukasz Garlicki) – syn Aleksa Lubinieckiego, wychowywał się i dorastał we Francji. Przyjeżdża z ojcem do Polski.
- Julia Bazińska (Dorota Kamińska) – burmistrz Hrubielowa (2002–2010).
- Karol Śliwiński (Adam Bauman) – burmistrz Hrubielowa od 2010, wcześniej wójt gminy Tulczyn (do 2006), człowiek Tracza, adwokat.
- Jakub Blumental (Janusz Michałowski) – były kierownik przychodni w Tulczynie, lekarz w szpitalu w Hrubielowie, z pochodzenia Żyd, przyjaciel Antoniego.
- Iza (Justyna Schneider) – pielęgniarka w szpitalu w Hrubielowie.
- Agnieszka Ostrowska (Natalia Lesz) – koleżanka Iwony, sekretarka burmistrza.
- Janusz Tracz (Dariusz Kowalski) – ur. 19 grudnia 1963, najbogatszy mieszkaniec Tulczyna, związany z przestępczym półświatkiem, posiada drugi dom w Hrubielowie, w czasach PRL był tajnym współpracownikiem SB.
- Anna Skrzypczuk (Krystyna Tkacz) – matka Janusza Tracza; porzuciła go, gdy był dzieckiem i wyjechała do Ameryki.
- Zofia Grzyb (Barbara Zielińska) – właścicielka sklepów w Tulczynie i Hrubielowie, członkini rady parafialnej w Tulczynie. Udziałowiec w domu handlowym „Arka”, a także matka ks. Henryka.
- Marian Piłat (Andrzej Chichłowski) – obecny kościelny parafii w Hrubielowie, były kierowca, były narzeczony Barbary.
- Dominika Piłat (Marika Tomczyk) – córka kościelnego, siostra Iwony.
- Radosław/Franciszek „Osa” Osówka (Maciej Wilewski) – przyrodni brat Tracza, pracował jako jego ochroniarz. Prowadzi klub fitness w Hrubielowie; mąż Joanny.
- Joanna Osówka z d. Skiba (Patrycja Szczepanowska) – była aspirant na tulczyńskim posterunku; żona „Osy”.
- Anita (Marianna Januszewicz, dawniej Karolina Kalicka) – przyjaciółka Kasi.
- Szymon (Piotr Witkowski, dawniej Jan Latałło) – kolega Kasi z klasy i jej adorator.
- Bartek Plutecki (Józef Grzymała) – kolega Kasi z klasy, rywalizuje o nią z Szymonem.
- Kamila (Małgorzata Kozłowska) – była dziewczyna Szymona, koleżanka Kasi z klasy i jej rywalka.
- Jolanta Majewska (Agnieszka Suchora) – przyjaciółka Krystyny.
- Jan Kowalski (Bartosz Głogowski) – asystent burmistrza Hrubielowa, człowiek Tracza.
- Janusz „Rumcajs” (Witold Oleksiak) – ochroniarz Tracza.
- Jan Grzyb (Maciej Damięcki) – mąż Zofii Grzybowej i przez nią zdominowany, przez pewien czas w PRL-u współpracował z SB, zaszantażowany przez oficera, że jego liczne romanse wyjdą na jaw; jest ojcem ks. Henryka.
- Michalina (Grażyna Marzec) – przewodnicząca rady parafialnej w Hrubielowie.
- Mieczysław Gacek (Jacek Domański) – parafianin.
- Malwina Chwedoniuk (Kinga Szopa) – pracownica w sklepie „Delikatesty”, którego właścicielką jest Zofia Grzyb.
- biskup diecezjalny (Wojciech Duryasz) – biskup diecezjalny, urzędujący od 2005.
- sekretarz biskupa (Andrzej Krucz) – ksiądz sekretarz.
- ks. Henryk Grzyb (Adrian Perdjon, dawniej Bartłomiej Magdziarz) – syn Zofii i Jana Grzybów.
- Jerzy Tosiek (Wojciech Błach) – brat Antoniego Tośka, prowadził ośrodek wypoczynkowy nad Bystrawą, posiadał siłownię w Hrubielowie; były mąż Ireny Tosiek; obecnie mąż Edyty z domu Dolniak, z którą ma dziecko.
- Edyta Dolniak (Justyna Sieniawska) – była instruktorka w fitness clubie; obecnie żona Jerzego Tośka, z którym ma dziecko.
- Rafał (Tomasz Błasiak) – barman w gospodzie Krystyny, kolega Mateusza; był związany z Krystyną. Zginął w wypadku samochodowym.
- Walentyna Kałygina-Leszczyńska (Dorota Nowakowska) – żona Henryka, spokrewniona z Józefiną Lasek; właścicielka biura matrymonialnego.
- Patryk (Patryk Matwiejczuk) – niewidomy pianista z domu dziecka, następnie adoptowany przez Walentynę i Henryka.
- Jagna Wyszkiewicz (Aleksandra Woźniak) – wnuczka Adeli, była narzeczona Karola Śliwińskiego.
- Henryk Leszczyński (Marek Frąckowiak) – mąż Wali, w latach 2006–2010 wójt gminy Tulczyn.
- Piotr Wojciechowski (Wojciech Dąbrowski) – mąż Barbary, komisarz, komendant Policji w Tulczynie.
- Barbara Wojciechowska (Sylwia Wysocka) – młodsza córka Józefiny, lekarz, przez dwa lata pracowała w Anglii, żona Piotra.
- Karolina Wojciechowska (Urszula Dębska) – córka Barbary i Piotra.
- Janka Bykau (Marcin Stec) – mąż Karoliny Wojciechowskiej.
- Halina Sroka (Ewa Kuryło) – oficjalnie córka Józefiny. Była żona Zbyszka, matka Ewy. Pracowała w Urzędzie Gminy w Tulczynie, mieszka w Australii.
- Ewa Stajniak (Dorota Nikiporczyk) – córka Haliny i Zbyszka. Mieszka w Poznaniu, pracuje w banku.
- ks. Andrzej Zagórski (Piotr Polk) – porzucił stan duchowny dla Anny, ale ich związek nie przetrwał.
- Swieta (Elena Leszczyńska) – kuzynka Wali z Irkucka.
- Wanda (Katarzyna Skarżanka) – pracowniczka urzędu gminy Tulczyn, przełożona Jagody; partnerka Zbyszka Sroki.
- Zenon Walencik (Stanisław Jaskułka) – były mąż Krystyny, rolnik.
- Antoni Tosiek (Jerzy Rogalski) – właściciel sklepu w Tulczynie i Hrubielowie.
- Małgorzata Górna-Tosiek (Małgorzata Potocka) – żona Tośka, siostra jego zmarłej żony.
- Hanna Piecuch (Joanna Pietrońska) – córka Antoniego Tośka, żona Józka.
- Lucyna Tosiek (Gabriela Pietrucha) – córka Antoniego Tośka.
- Józef Piecuch (Radosław Popłonikowski) – aspirant, podwładny Piotra.
- Eugenia Piecuch (Grażyna Barszczewska) – matka Józka.
- Maria Potoczna (Bożena Dykiel) – matka ks. Adama Potocznego i Wiki.
- Andżelika Tracz-Van Kherkhof z d. Burasówna (Karolina Muszalak, tymczasowo Aleksandra Ciejek) – była żona Janusza Tracza; po rozstaniu z tulczyńskim biznesmenem pracowała w warzywniaku. Następnie wyjechała do Holandii, gdzie wyszła za mąż za milionera Chrisa Van Kherkhofa (Maciej Kozłowski).
- Malec (Andrzej Szczytko) – były mąż Konstancji Rozwadowskiej.
- Konstancja Rozwadowska-Tracz (Anna Samusionek) – druga żona Janusza Tracza, matka jego syna. Popełniła samobójstwo.
- Aneta Kurowska (Aneta Zając) – niedoszła dziewczyna Heńka Grzyba.
- Kurowski (Andrzej Chudy) – ojciec Anety.
- Teresa Kłobucka (Anna Milewska) – staruszka mieszkająca w Hrubielowie; została okradziona przez oszusta, który udawał jej wnuka.
- Jagoda (Marta Kumik) – pracowniczka urzędu gminy w Tulczynie.
- Sandra (Aleksandra Kisio) – była pracowniczka urzędu gminy w Tulczynie.
- Kacper Włodarski (Grzegorz Stosz) – były narzeczony Wiki, recydywista.
- Krzysztof Barański (Krzysztof Ibisz) – marszand, były kochanek Wiki.
- ks. Antoni Król (Marcin Janos Krawczyk) – wikary parafii w Tulczynie (2005–2009), a następnie jej proboszcz (od 2009).
- Grażyna Król (Dorota Pomykała) – matka wikarego Antka.
- ks. Marek (Piotr Bajtlik) – były wikariusz w Hrubielowie, studiuje w Rzymie.
- biskup senior (Igor Przegrodzki) – były biskup diecezjalny.
- Janina Borosiuk (Irena Karel) – krawcowa, matka Romusia, partnerka Romaniuka.
- siostra Tekla (Joanna Kwiatkowska-Zduń) – pełniła funkcję zakrystianki w tulczyńskiej parafii, przedszkolanka w hrubielowskim przedszkolu.
- siostra Klara (Ewa Złotowska) – organistka w tulczyńskiej parafii.
- Magda (Matylda Baczyńska) – prowadzi dom starców w Hrubielowie, koleżanka Rafała i Mateusza.
- Kazimierz Machejko (Henryk Gołębiewski) – obecny kościelny w parafii Tulczyn.
- Katarzyna Machejko (Izabela Dąbrowska) – żona Kazika, pracuje w Urzędzie Gminy w Tulczynie jako sprzątaczka.
- Gabriela Falkowska (Zofia Czerwińska) – listonoszka z Tulczyna.
- Władysław Śleboda (Tomasz Grochoczyński) – jeden z mieszkańców Tulczyna.
- Patrycja Majewska (Karolina Piechota) – dawniej pracowała w gospodzie Krystyny.
- Beata Zakrzewska (Agnieszka Wielgosz) – lekarka, była (do momentu aresztowania) właścicielka tulczyńskiej przychodni.
- Konrad Zakrzewski (Ireneusz Czop) – mąż Beaty oraz jej wspólnik w interesach.
- Roman Szydłowski (Mirosław Siedler) – prezes fundacji.
- ksiądz Marek (Mirosław Siedler) – szef schroniska dla bezdomnych.
- Stefan Martyniuk (Sylwester Maciejewski) – komendant tulczyńskiej Ochotniczej Straży Pożarnej.
- Lidia Martyniuk (Jolanta Banak) – żona Stefana.
- Witold Konecki (Andrzej Dębski) – brat Lidki Martyniukowej.
- Korońska (Joanna Kurowska) – żona Korońskiego, matka Lidki, mieszkanka Tulczyna.
- Kazimierz Mulak (Jarosław Gruda) – mieszkaniec Tulczyna; były alkoholik.
- Jadwiga Mulakowa (Małgorzata Rudzka) – żona Kazika.
- Justyna (Katarzyna Galica) – mieszkanka Tulczyna.
- Szymon (Jacek Pluta) – mąż Justyny, ojciec Tomka i Agnieszki.
- Tadeusz Woźniak – muzyk.
- Marcelina Prokopiuk (Maria Garbowska-Kierczyńska) – mieszkanka Tulczyna.
- Franciszek Piętak (Andrzej Szopa) – mieszkaniec Tulczyna, badylarz.
- Zdzisława Piętakowa (Maria Klejdysz) – matka Piętaka.
- Regina (Aurelia Sobczak) – wdowa, przyjaciółka Witka.
- Marcel Czarnecki (Paweł Orleański) – biznesmen, klient agencji modelek, znajomy Irki.
- Kamil (Piotr Borowski) – szkolny kolega Krystyny i Joli.
- Stefan Wojdyłło (Tadeusz Wojtych) – artysta plastyk.
- Zuzanna Pieńkosz (Weronika Nockowska) – była pracownica hrubielowskiego ratusza, koleżanka Kuby.
- Sebastian Wyszkiewicz (Paweł Ferens) – brat Jagny, wnuczek Adeli, zakochany w Joannie, wyjechał do Niemiec.
- Adela Wyszkiewicz (Alina Janowska) – zmarła 24 czerwca 2011 babcia Sebastiana i Jagny.
- Włodzimierz (Jacek Czyż) – bezdomny, któremu ksiądz Kuba razem z grupą licealistów przygotowali jedzenie.
- ks. Jakub Miller (Krystian Wieczorek) – wikariusz w Hrubielowie (2010–2011), ojciec Ewy.
- Elżbieta Plutecka (Jolanta Mrotek) – radna, matka Bartka Pluteckiego.
- Marzena (Ewa Konstancja Bułhak) – ekspedientka zwolniona za zjedzenie plasterka kiełbasy.
- Jacek Gradek (Jacek Król) – dziennikarz i inwalida.
- Wojtek Szefner (Robert Koszucki) – dziennikarz i inwalida.
- Paweł Tracz (Olaf Marchwicki) – syn Janusza Tracza.
- Zofia Pękała (Monika Jarosińska) – mieszkanka Hrubielowa, która została wyrzucona na bruk przez Tracza.
- Poldek Nowacki (Stanisław Pąk) – miejscowy pijaczek, bywalec w gospodzie Krystyny.
- Michał Lenarczyk (January Brunov) – kierownik ośrodka zdrowia w Tulczynie.
- Wiera Dawidziuk (Weronika Marczuk) – pierwsza („biała”) żona Józka Piecucha, z pochodzenia Ukrainka.
- Marek Bednarek (Maciej Zakościelny) – chłopak z „Basiora”.
- Ona (Masza Jatrowa) – matka dziecka Tracza.
- Genowefa (Krystyna Feldman) – woźna w tulczyńskiej szkole.
- Ula (Paulina Kinaszewska) – wynajęta przez Tracza dziewczyna podająca się za córkę proboszcza.
- Joanna Kozak (Monika Zalewska) – cioteczna wnuczka pani Gieni.
- Tadeusz Grzyb (Wojciech Alaborski) – organista, brat Jana grzyba.
- Milada (Anna Prus) – gosposia i kochanka Tracza.
- Marek (Jacek Mikołajczak) – celnik, partner Krystyny.
- Oliwia Borzycka (Magdalena Waligórska) – aktorka z Warszawy.

## Obsada
| Aktor                         | Rola                             | Okres występowania              |
| ----------------------------- | -------------------------------- | ------------------------------- |
| Włodzimierz Matuszak          | ks. Antoni Wójtowicz             | 2000–2012                       |
| Katarzyna Łaniewska           | Józefina Lasek                   | 2000–2012                       |
| Stanisław Górka               | Zbigniew Sroka                   | 2000–2012                       |
| Marcin Piętowski              | ks. Artur Górecki                | 2004–2006, 2009–2012            |
| Bernadetta Machała-Krzemińska | Krystyna Cieplak                 | 2000–2012                       |
| Olga Kalicka                  | Katarzyna Cieplak (#2)           | 2011–2012                       |
| Maciej Brzoska                | Witold Wierzbicki                | 2011–2012                       |
| Małgorzata Teodorska          | Irena Tosiek                     | 2001–2012                       |
| Agnieszka Włodarczyk          | Weronika Potoczny                | 2001–2003, 2005–2008, 2010–2012 |
| Olgierd Łukaszewicz           | Aleksander Lubiniecki            | 2002–2003, 2011–2012            |
| Łukasz Garlicki               | Xawery Lubiniecki                | 2011–2012                       |
| Dorota Kamińska               | Julia Bazińska                   | 2010–2012                       |
| Adam Bauman                   | Karol Śliwiński                  | 2002–2012                       |
| Janusz Michałowski            | Jakub Blumental                  | 2000–2012                       |
| Justyna Schneider             | Iza                              | 2011–2012                       |
| Natalia Lesz                  | Agnieszka Ostrowska              | 2011–2012                       |
| Dariusz Kowalski              | Janusz Tracz                     | 2000–2012                       |
| Krystyna Tkacz                | Anna Skrzypczuk                  | 2011–2012                       |
| Barbara Zielińska             | Zofia Grzyb                      | 2000–2012                       |
| Maciej Wilewski               | Radosław/Franciszek „Osa” Osówka | 2000–2012                       |
| Piotr Witkowski               | Szymon, kolega Kasi (#2)         | 2011–2012                       |
| Józef Grzymała                | Bartek Plutecki                  | 2011–2012                       |
| Małgorzata Kozłowska          | Kamila                           | 2011–2012                       |
| Agnieszka Suchora             | Jolanta Majewska                 | 2008–2012                       |
| Bartosz Głogowski             | Jan Kowalski                     | 2010–2012                       |
| Witold Oleksiak               | Janusz „Rumcajs”                 | 2006–2012                       |
| Maciej Damięcki               | Jan Grzyb                        | 2000–2012                       |
| Kinga Szopa                   | Malwina Chwedoniuk               | 2009–2012                       |
| Wojciech Błach                | Jerzy Tosiek                     | 2000–2012                       |
| Justyna Sieniawska            | Edyta Dolniak                    | 2010–2012                       |
| Ewa Konstancja Bułhak         | Marzena                          | 2011–2012                       |
| Jacek Król                    | Jacek Gradek                     | 2011–2012                       |
| Robert Koszucki               | Wojtek Szefner                   | 2011–2012                       |
| Olaf Marchwicki               | Paweł Tracz (#2)                 | 2011–2012                       |
| Monika Jarosińska             | Zofia Pękała                     | 2011–2012                       |
| Stanisław Pąk                 | Poldek Nowacki                   | 2000–2012                       |
| Anna Prus                     | Milada                           | 2011–2012                       |
| Grzegorz Ruda                 | Mateusz Wojciechowski (#2)       | 2003–2004                       |
| Michał Sieczkowski            | Mateusz Wojciechowski (#3)       | 2008–2011                       |
| Karolina Nolbrzak             | Iwona Wojciechowska              | 2009–2011                       |
| Weronika Kosobudzka           | Ewa Piłat                        | 2009–2011                       |
| Andrzej Chichłowski           | Marian Piłat                     | 2009–2011                       |
| Marika Tomczyk                | Dominika Piłat                   | 2010–2011                       |
| Patrycja Szczepanowska        | Joanna Osówka                    | 2005–2011                       |
| Marianna Januszewicz          | Anita (#2)                       | 2011                            |
| Grażyna Marzec                | Michalina                        | 2007–2011                       |
| Jacek Domański                | Mieczysław Gacek                 | 2009–2011                       |
| Wojciech Duryasz              | biskup diecezjalny               | 2005–2011                       |
| Andrzej Krucz                 | sekretarz biskupa                | 2007–2011                       |
| Adrian Perdjon                | ks. Henryk Grzyb (#2)            | 2004–2011                       |
| Dorota Nowakowska             | Walentyna Kałygina-Leszczyńska   | 2004–2011                       |
| Aleksandra Woźniak            | Jagna Wyszkiewicz                | 2010–2011                       |
| Wojciech Dąbrowski            | Piotr Wojciechowski              | 2000–2011                       |
| Sylwia Wysocka                | Barbara Wojciechowska            | 2000–2011                       |
| Katarzyna Skarżanka           | Wanda                            | 2005–2011                       |
| Joanna Pietrońska             | Hanna Piecuch                    | 2000–2011                       |
| Jerzy Rogalski                | Antoni Tosiek                    | 2000–2011                       |
| Anna Milewska                 | Teresa Kłobucka                  | 2011                            |
| Marcin Janos Krawczyk         | ks. Antoni Król                  | 2005–2011                       |
| Irena Karel                   | Janina Borosiuk                  | 2000–2011                       |
| Joanna Kwiatkowska-Zduń       | siostra Tekla                    | 2005–2011                       |
| Weronika Nockowska            | Zuzanna Pieńkosz                 | 2010–2011                       |
| Paweł Ferens                  | Sebastian Wyszkiewicz            | 2010–2011                       |
| Alina Janowska                | Adela Wyszkiewicz                | 2010–2011                       |
| Jacek Czyż                    | Włodzimierz                      | 2011                            |
| Karolina Kalicka              | Anita (#1)                       | 2011                            |
| Jan Latałło                   | Szymon, kolega Kasi (#1)         | 2011                            |
| Krystian Wieczorek            | ks. Jakub Miller                 | 2010–2011                       |
| Jolanta Mrotek                | Elżbieta Plutecka                | 2011                            |
| Weronika Parys                | Katarzyna Cieplak (#1)           | 2000–2010                       |
| Tomasz Błasiak                | Rafał                            | 2009–2010                       |
| Marek Frąckowiak              | Henryk Leszczyński               | 2005–2010                       |
| Stanisław Jaskułka            | Zenon Walencik                   | 2000–2010                       |
| Gabriela Pietrucha            | Lucyna Tosiek                    | 2001–2010                       |
| Radosław Popłonikowski        | Józef Piecuch                    | 2000–2010                       |
| Matylda Baczyńska             | Magda                            | 2008–2010                       |
| Henryk Gołębiewski            | Kazimierz Machejko               | 2001–2010                       |
| Izabela Dąbrowska             | Katarzyna Machejko               | 2003–2010                       |
| Piotr Bajtlik                 | ks. Marek                        | 2010                            |
| Jolanta Banak                 | Lidia Martyniuk                  | 2005–2010                       |
| Tomasz Grochoczyński          | Władysław Śleboda                | 2002, 2004–2005, 2007–2010      |
| Jarosław Gruda                | Kazimierz Mulak                  | 2001–2010                       |
| Małgorzata Rudzka             | Jadwiga Mulakowa                 | 2001–2005, 2007–2010            |
| Tadeusz Wojtych               | Stefan Wojdyłło                  | 2000–2001, 2005, 2009–2010      |
| Paweł Nowisz                  | Maksym                           | 2010                            |
| Barbara Lauks                 | matka Rafała                     | 2010                            |
| Elżbieta Kijowska             | pani dyrektor                    | 2007–2010                       |
| Bogdan Brzyski                | ks. Adam Potoczny                | 2000–2009                       |
| Elena Leszczyńska             | Swieta                           | 2009                            |
| Małgorzata Potocka            | Małgorzata Górna-Tosiek          | 2002–2009                       |
| Karolina Muszalak             | Andżelika Tracz (#1)             | 2000–2003, 2009                 |
| Marta Kumik                   | Jagoda                           | 2005–2009                       |
| Aleksandra Kisio              | Sandra                           | 2007–2009                       |
| Grzegorz Stosz                | Kacper Włodarski                 | 2006–2009                       |
| Dorota Pomykała               | Grażyna Król                     | 2006–2009                       |
| Ewa Złotowska                 | siostra Klara                    | 2001–2002, 2004–2009            |
| Zofia Czerwińska              | Gabriela Falkowska               | 2004–2009                       |
| Sylwester Maciejewski         | Stefan Martyniuk                 | 2003, 2005–2009                 |
| Joanna Kurowska               | Korońska                         | 2008–2009                       |
| Katarzyna Galica              | Justyna                          | 2007, 2009                      |
| Jacek Pluta                   | Szymon                           | 2007, 2009                      |
| Tadeusz Woźniak               | on sam                           | 2007, 2009                      |
| Andrzej Szopa                 | Franciszek Piętak                | 2003, 2005–2009                 |
| Magdalena Waligórska          | Oliwia Borzycka                  | 2009                            |
| Maksymilian Przasnek          | Paweł Tracz (#1)                 | 2006–2008                       |
| Urszula Dębska                | Karolina Wojciechowska           | 2000–2008                       |
| Marcin Stec                   | Janka Bykau                      | 2007–2008                       |
| Dorota Nikiporczyk            | Ewa Stajniak                     | 2000–2004, 2006, 2008           |
| Krzysztof Ibisz               | Krzysztof Barański               | 2001–2002, 2007–2008            |
| Karolina Piechota             | Patrycja Majewska                | 2006–2008                       |
| Agnieszka Wielgosz            | Beata Zakrzewska                 | 2005–2008                       |
| Ireneusz Czop                 | Konrad Zakrzewski                | 2006–2008                       |
| Maria Klejdysz                | Zdzisława Piętakowa              | 2003, 2005–2008                 |
| Piotr Borowski                | Kamil                            | 2008                            |
| Stanisława Łopuszańska        | Helena                           | 2008                            |
| Sławomir Sulej                | Rubens                           | 2008                            |
| Tomasz Gut                    | Olek                             | 2005–2007                       |
| Ewa Kuryło                    | Halina Sroka                     | 2000–2007                       |
| Aurelia Sobczak               | Regina                           | 2007                            |
| Paweł Orleański               | Marcel Czarnecki                 | 2007                            |
| Jadwiga Gryn                  | Martyna Kowalik                  | 2005–2007                       |
| Rafał Mikołajczak             | Marek                            | 2005–2007                       |
| Aleksandra Ciejek             | Andżelika Tracz (#2)             | 2006                            |
| Anna Samusionek               | Konstancja Rozwadowska-Tracz     | 2003–2006                       |
| Andrzej Dębski                | Witold Konecki                   | 2005–2006                       |
| Paweł Burczyk                 | Roman Borosiuk (#2)              | 2004–2005                       |
| Joanna Trzepiecińska          | Anna Stajniak                    | 2000–2002, 2005                 |
| Piotr Polk                    | ks. Andrzej Zagórski             | 2001–2002, 2005                 |
| Andrzej Szczytko              | Malec                            | 2003                            |
| Igor Przegrodzki              | biskup senior                    | 2000–2005                       |
| Maria Garbowska-Kierczyńska   | Marcelina Prokopiuk              | 2000–2005                       |
| Ryszard Sobolewski            | Paweł Horyniuk                   | 2000–2003, 2005                 |
| Ryszard Barycz                | Edward                           | 2005                            |
| Marek Kasprzyk                | Mirek Nowak                      | 2005                            |
| Józef Fryźlewicz              | Wiciak                           | 2005                            |
| Wojciech Alaborski            | Tadeusz Grzyb                    | 2004–2005                       |
| Paweł Gędłek                  | Roman Borosiuk (#1)              | 2000–2004                       |
| Bartłomiej Magdziarz          | ks. Henryk Grzyb (#1)            | 2000, 2002–2004                 |
| Waldemar Barwiński            | Sławek Stajniak                  | 2000–2002, 2004                 |
| Grażyna Barszczewska          | Eugenia Piecuch                  | 2001–2004                       |
| Aneta Zając                   | Aneta Kurowska                   | 2002–2004                       |
| Mirosław Siedler              | ksiądz Marek                     | 2004                            |
| Bożena Dykiel                 | Maria Potoczna                   | 2001–2003                       |
| Andrzej Chudy                 | Kurowski                         | 2003                            |
| January Brunov                | Michał Lenarczyk                 | 2002–2003                       |
| Weronika Marczuk              | Wiera Dawidziuk                  | 2001–2003                       |
| Krystyna Feldman              | Genowefa                         | 2003                            |
| Paulina Kinaszewska           | Ula                              | 2003                            |
| Monika Zalewska               | Joanna Kozak                     | 2003                            |
| Mateusz Winiarek              | Mateusz Wojciechowski (#1)       | 2000–2002                       |
| Mirosław Siedler              | Roman Szydłowski                 | 2002                            |
| Maciej Zakościelny            | Marek Bednarek                   | 2001–2002                       |
| Masza Jatrowa                 | Ona                              | 2002                            |
| Sławomir Sulej                | majster                          | 2001                            |
| Tomasz Schimscheiner          | Jarek Andruszczak                | 2001                            |

## Spis serii
| Seria | Okres emisji | Odcinki         | Premiera serii       | Finał serii          | Pora emisji                 |
| ----- | ------------ | --------------- | -------------------- | -------------------- | --------------------------- |
| 1     | 2000/2001    | 1–74 (74)       | 5 października 2000  | 15 czerwca 2001      | czwartek–piątek 17.35       |
| 2     | 2001/2002    | 75–197 (123)    | 6 września 2001      | 14 czerwca 2002      | czwartek–sobota 17.35       |
| 3     | 2002/2003    | 198–324 (127)   | 5 września 2002      | 14 czerwca 2003      | czwartek–sobota 17.35       |
| 4     | 2003/2004    | 325–436 (112)   | 18 września 2003     | 29 maja 2004         | czwartek–sobota 17.35       |
| 5     | 2004/2005    | 437–566 (130)   | 3 września 2004      | 25 czerwca 2005      | czwartek–sobota 17.35       |
| 6     | 2005/2006    | 567–732 (166)   | 5 września 2005      | 22 czerwca 2006      | poniedziałek–czwartek 18.30 |
| 7     | 2006/2007    | 733–903 (171)   | 4 września 2006      | 21 czerwca 2007      | poniedziałek–czwartek 18.30 |
| 8     | 2007/2008    | 904–1113 (210)  | 3 września 2007      | 20 czerwca 2008      | poniedziałek–piątek 18.30   |
| 9     | 2008/2009    | 1114–1325 (212) | 1 września 2008      | 19 czerwca 2009      | poniedziałek–piątek 18.30   |
| 10    | 2009/2010    | 1326–1523 (198) | 31 sierpnia 2009     | 4 czerwca 2010       | poniedziałek–piątek 18.00   |
| 11    | 2010/2011    | 1524–1724 (201) | 6 września 2010      | 15 października 2010 | poniedziałek–piątek 16.25   |
| 11    | 2010/2011    | 1524–1724 (201) | 18 października 2010 | 10 czerwca 2011      | poniedziałek–piątek 17.25   |
| 12    | 2011/2012    | 1725–1829 (105) | 5 września 2011      | 27 stycznia 2012     | poniedziałek–piątek 17.25   |